# Windows Movie Maker
Windows Movie Maker（包括前稱Windows Live Movie Maker的版本；開發代碼為Sundance）微軟Windows Live開發的影片編輯軟體，可以製作、編輯及分享家庭影片，並新增特殊效果、音樂及旁白，然後透過網路、電子郵件或CD分享製作的电影。
曾一度推出改名Windows Live Movie Maker的版本。“Windows Live Movie Maker”於2008年9月17日在 Windows Live 系列 Wave 3 測試版發布。正式版本于2009年8月19正式推出。
但在2012年8月7日新版本又改稱“Windows Movie Maker”。它包含於 Windows程式集內。Windows Movie Maker 2012無法在Windows  Vista或Windows XP安裝。

## 概要
Windows Movie Maker可以將音訊和視訊從數位攝影機擷取到電腦，然後將所擷取的內容運用在電影中。除此之外，亦可以將現有的音訊、視訊或圖片匯入至Windows Movie Maker，以用於所建立的電影中。
在Windows Movie Maker中可以編輯音訊及視訊，內容經設計及編輯之後（包括新增特殊效果、新增標題、視訊轉換或效果），就可以把電影儲存，並將它與朋友或家人分享。

## 介面的改變
相對於舊有的Movie Maker原本的介面，全新的Windows Movie Maker介面更偏向於Windows 7系列與Office 2010包含程式使用的一致性介面，然而，取消了原本舊有的Movie Maker中的集合窗格，卻使得其不再容易整理匯入的影片，且由於不能直接拖拉，在編輯上也變得更加麻煩。

## 歷史

Windows Vista中的Windows Movie Maker

Windows Movie Maker最初內置於Windows ME。其後，版本1.1內置在Windows XP。2002年11月，Windows Movie Maker2.0版本發布並且增加了一些新的特點。2.1版本，包含一些小更新，內置於Windows XP Service Pack 2。Windows XP Media Center Edition 2005內置了2.5版本。Windows Vista中，Windows Movie Maker內置2.6版。
| 2000年        |  | Windows Movie Maker 1.0內置Windows Me                                |
| 2001年        |  | Windows Movie Maker 1.1內置Windows XP                                |
| 2002年        |  | Windows Movie Maker 2.0執行於Windows XP                              |
| 2004年        |  | Windows Movie Maker 2.1內置Windows XP SP2                            |
| 2004年        |  | Windows Movie Maker 2.5內置Windows XP Media Center Edition 2005      |
| 2006年        |  | Windows Movie Maker 2.6執行於Windows Vista                           |
| 2007年        |  | Windows Movie Maker內置於Windows Vista                               |
| 2008年9月17日 |  | Windows Live Movie Maker執行於Windows Vista                          |
| 2010年6月20日 |  | Windows Live Movie Maker 2011 (Wave 4)執行於Windows Vista及Windows 7 |
| 2012年8月7日  |  | Windows Movie Maker 2012 (Wave 5)執行於Windows 7及Windows 8          |

### 中断与替代
2017年1月10日，Movie Maker被正式取消下载。与Windows Essentials中的Windows Photo Gallery一样，Movie Maker现在被Windows 10中包含的Microsoft 照片取代，其中包括Video Editor（原Windows Story Remix） 。
2021年9月8日，微软收购了基于网络的视频编辑应用Clipchamp，收购金额未披露，并在2022年3月9日作为组件的一部分整合到Windows 11中。该视频编辑应用程序重新引入了在Windows Live版本的movie maker中被删除的时间线编辑，以及其他功能，包括由微软Azure提供的文本到语音生成器和微软OneDrive集成。该应用程序是免费增值的。自捆绑到Windows 11以来，由于免费计划用户可以导出的最大分辨率是480p，所以最初受到许多用户的批评。微软在2022年3月29日为免费用户增加了以最大1080p分辨率导出视频的能力 。

## 偽造木馬軟體
2017年1月17日，微软停止对Windows Live Movie Maker支持。但是谷歌上搜索“Windows Movie Maker”，会跳出一个名为www.topwin-movie-maker.com的网站。点击链接之后，页面的布局和设计看上去像是正规网站，并且提供了Windows 7/8/10/XP/Vista系统版本的下载。然而，当你尝试下载Windows Movie Maker的时候用户需要支付29.95美元才能享受“完整版本”。但事实上真正的Windows Movie Maker是完全免费的。
除了谷歌搜索网站之外，有一陣子在用户在Microsoft Store上搜索这款视频编辑应用也會找到，虽然名字相同，但是它完全不具备微软官方应用的编辑功能。另外，即使是微软自家的bing，冒牌网站出现在结果第一页。安全公司ESET在最新的2017年11月防病毒威胁报告中，将山寨Windows Movie Maker列为全球TOP3威胁之一（Win32/Hoax.MovieMaker），其中以色列地区受损最严重（第一位），另外，从2017年11月6日开始，菲律宾、丹麦、芬兰等地也开始出现大面积中招反馈。